# Morti nel 1220
| Questa pagina contiene informazioni ricavate automaticamente dalle voci biografiche con l'ausilio del template Bio e di un bot. L'aggiornamento è periodico e automatico e ricostruisce completamente la pagina. Se manca una persona in questa lista, sei pregato di non aggiungerla, ma accertati piuttosto che la sua voce biografica contenga il template Bio e che i dati anagrafici siano correttamente compilati. Se il template Bio manca, inseriscilo tu stesso o, in alternativa, metti l'avviso {{tmp\|Bio}} che ne segnala la mancanza. Se i dati riportati sono sbagliati, correggi direttamente la voce biografica; le modifiche saranno visibili in questa lista entro pochi giorni. Per chiarimenti vedi il progetto biografie. La lista contiene solo le 25 persone che sono citate nell'enciclopedia e per le quali è stato implementato correttamente il template Bio. Pagina aggiornata al 10 ago 2025. |

- 23 gennaio - Boghislao II di Pomerania, nobile
- 17 febbraio - Teobaldo I di Lorena, duca francese
- 25 febbraio - Alberto II di Brandeburgo, nobile tedesco
- 1º marzo - Bertrando d'Orenga, tedesco
- 4 aprile - Guido di Montfort-Bigorre, francese
- 15 aprile - Adolfo di Altena, arcivescovo cattolico tedesco
- 5 maggio - Angelo da Gerusalemme, religioso (n. 1185)
- 8 maggio - Richeza di Danimarca, nobile danese
- 1º giugno - Henry de Bohun, I conte di Hereford, nobile e cavaliere medievale inglese
- 23 settembre - Ulrico de Sacco, abate svizzero
- 3 novembre - Urraca di Castiglia, principessa (n. 1186)
- Veera Ballala II, sovrano
- Andrea Cappellano, scrittore e religioso francese (n. 1150)
- Isabella di Clare, IV contessa di Pembroke, nobile britannica (n. 1172)
- Enghelberto III di Gorizia, conte
- Jean de Gisors, normanno (n. 1133)
- Gunther di Pairis, monaco cristiano, storico e letterato tedesco
- Hugues de Berzé, francese (n. 1150)
- Muhammad II di Corasmia, sovrano (n. 1169)
- Pantaleone Pironti, vescovo cattolico italiano
- Reginaldo d'Orléans, religioso francese (n. 1180)
- Rinaldo Pampinoni, santo italiano
- Ruggero da Vicopisano, vescovo cattolico italiano
- Saxo Grammaticus, storico danese (n. 1150)
- Kaykaus I, sultano